# WinX MediaTrans
WinX MediaTrans es un gestor de archivos para móviles. Ayuda a sincronizar datos entre los dispositivos y el ordenador Windows. Exportar los fotos y Notas de voz en iPhone iPad. Administrar y transferir música, vídeos, iBook, iTunes U y Podcast desde el iDevice a la computadora y viceversa. Soporta hacer tono de llamada. También utilizar iPhone iPad como Unidad flash. Ahora sólo es compatible con los móviles iOS.

## Características

### 1. Transferir fotos
WinX MediaTrans es un administrador de imágenes. Transfiere fotos desde iOS al ordenador para ahorrar espacio. Exportar 100 4K fotografías de iPhone al PC sólo necesita 8 segundos. No se permite la transferencia de fotos del PC al iOS.

### 2. Sincronizar música
Se permite la sincronización de música entre el iPhone el iPad y el ordenador. También se puede crear, editar y borrar lista de reproducción de música, así como editar la información de música, incluyendo artista, título, álbum, etc.

### 3. Importar /exportar vídeo
Importación de vídeos desde el ordenador a dispositivos iOS es fácil con esta aplicación y viceversa. Soporta convertir videos incompatibles con iOS a los formatos aceptables antes de la sincronización. Además permite la aceleración de hardware. Y los vídeos transferidos desde el PC al iPhone se giran automáticamente en pantalla completa.